# Пеньюэла
Пеньюэла (исп. Peñuela) — небольшой город в восточной части Мексики, на территории штата Веракрус. Входит в состав муниципалитета Аматлан-де-лос-Рейес.

## Географическое положение
Пеньюэла расположена на востоке центральной части штата, на расстоянии приблизительно 70 километров (по прямой) к югу от города Халапа-Энрикеса, административного центра штата. Абсолютная высота — 734 метра над уровнем моря.

## Население
Согласно данным, полученным в ходе проведения официальной переписи 2005 года, в городе проживало 5085 человек (2477 мужчин и 2608 женщин). Насчитывалось 1273 дома. По возрастному диапазону население распределилось следующим образом: 35,8 % — жители младше 18 лет, 55,7 % — между 18 и 59 годами и 8,5 % — в возрасте 60 лет и старше. Уровень грамотности среди жителей старше 15 лет составлял 95,1 %.
По данным переписи 2010 года, численность населения Пеньюэлы составляла 5421 человек. Динамика численности населения города по годам:
| 2000 | 2005 | 2010 |
| ---- | ---- | ---- |
| 4826 | 5085 | 5421 |